# آپریکا
آپریکا (به ایتالیایی: Aprica) یک کومونه در ایتالیا است که در استان سوندریو واقع شده‌است.

## خصوصیات
آپریکا ۲۰ کیلومترمربع مساحت و ۱٬۵۸۳ نفر جمعیت دارد و ۱٬۱۸۰ متر بالاتر از سطح دریا واقع شده‌است.
ورزش های زمستانی مانند اسکی در زمستان و کوهنوردی در تابستان در این شهر رونق فراوانی دارد.

## خواهرخوانده
شهرهای لنیانو و بورگو وال دی تارو خواهرخوانده‌های آپریکا هستند.